# Budești, Bistrița-Năsăud
Budesti là một xã thuộc hạt Bistrița-Năsăud, România. Dân số thời điểm năm 2002 là 2079 người.